# 德魯日比夫卡 (科羅斯堅區)
50°56′37″N 28°24′30″E / 50.94361°N 28.40833°E
德魯日比夫卡（烏克蘭語：Дружбівка），是烏克蘭的村落，位於該國北部日托米爾州，由科羅斯堅區負責管轄，始建於1948年，面積0.75平方公里，海拔高度193米，2001年人口158。